# Katherine Dumar
Katherine Dumar Portacio, född 27 september 1993, är en colombiansk taekwondoutövare.

## Karriär
I oktober 2012 tog Dumar guld i 67 kg-klassen vid panamerikanska mästerskapen i Sucre efter att ha besegrat amerikanska Sanaz Shahbazi i finalen. I november 2013 tog hon guld i 67 kg-klassen vid bolivarianska spelen i Trujillo efter att ha besegrat ecuadorianska Dayana Folleco i finalen. I mars 2014 tog Dumar guld i 67 kg-klassen vid sydamerikanska spelen i Santiago efter att ha besegrat brasilianska Júlia Vasconcelos i finalen. I september 2014 tog hon brons i 67 kg-klassen vid panamerikanska mästerskapen i Aguascalientes. I november 2014 tog Dumar brons i 67 kg-klassen vid centralamerikanska och karibiska spelen i Veracruz.
I maj 2015 tog Dumar brons i 67 kg-klassen vid VM i Tjeljabinsk. I juni 2016 tog hon silver i 67 kg-klassen vid panamerikanska mästerskapen i Querétaro efter en finalförlust mot amerikanska Paige McPherson. I november 2017 tog Dumar guld i 67 kg-klassen vid bolivarianska spelen i Santa Marta efter att ha besegrat ecuadorianska Dayana Folleco i finalen. I maj 2019 tävlade Dumar i 67 kg-klassen vid VM i Manchester, där hon blev utslagen i sextondelsfinalen av brasilianska Milena Titoneli. I juli 2019 tog hon brons i 67 kg-klassen vid panamerikanska spelen i Lima.
I maj 2022 tog Dumar silver i 62 kg-klassen vid panamerikanska mästerskapen i Punta Cana efter en finalförlust mot brasilianska Caroline Santos. I juli 2022 tog hon brons i 67 kg-klassen vid bolivarianska spelen i Valledupar. I oktober 2022 tog Dumar brons i 67 kg-klassen vid sydamerikanska spelen i Asunción.